# Златопольський сільський округ
Златопо́льський сільський округ (каз. Златополье ауылдық округі, рос. Златопольский сельский округ) — адміністративна одиниця у складі Бурабайського району Акмолинської області Казахстану. Адміністративний центр — село Златопольє.
Населення — 2054 особи (2021; 2913 у 2009, 3754 у 1999, 4628 у 1989).
Станом на 1989 рік існували Златопольська сільська рада (села Златопольє, Савинка, Сотниковка) та Первомайська сільська рада (села Лісний Хутор, Новоандрієвка, Первомайське, Тулькулі, Щедринка). Село Щедринка було ліквідоване 1998 року.

## Склад
До складу округу входять такі населені пункти:
| Населений пункт     | Колишні назви | Населення, осіб (1989) | Населення, осіб (1999) | Населення, осіб (2009) | Населення, осіб (2021) |
| ------------------- | ------------- | ---------------------- | ---------------------- | ---------------------- | ---------------------- |
| Златопольє, село    | -             | 1892                   | 1413                   | 1316                   | 1097                   |
| Лісний Хутор, село  | -             | 223                    | 301                    | 122                    | 79                     |
| Новоандрієвка, село | -             | 319                    | 297                    | 122                    | 54                     |
| Обали, село         | Первомайське  | 947                    | 783                    | 585                    | 308                    |
| Савинка, село       | -             | 574                    | 465                    | 428                    | 347                    |
| Сотниковка, село    | -             | 240                    | 152                    | 108                    | 75                     |
| Тулькулі, село      | -             | 365                    | 343                    | 232                    | 94                     |
| Щедринка, село      | -             | 68                     | -                      | -                      | -                      |